# Séverin Pineau
Pour les articles homonymes, voir Pineau.
Séverin Pineau, en latin Severinus Pinaeus Carnutensis, est un chirurgien français né à Chartres vers le milieu du XVIe siècle et mort à Paris le 29 novembre 1619.

## Vie et œuvre
Pineau a vécu à Paris et a été chirurgien du roi.
Il est notamment connu pour ses travaux dans les domaines de la gynécologie et de l'obstétrique. Son ouvrage De virginitatis notis, graviditate et partu, traitant des signes de la virginité, de la grossesse et de l'accouchement fait sensation à son époque par la franchise directe avec laquelle il aborde ces sujets. Certains exemplaires du livre sont d'ailleurs confisqués pour cette raison.
Le 1er février 1579 Pineau, en compagnie, notamment, de l'un de ses collègues et amis, Ambroise Paré, assiste à la dissection d'une femme. La dissection est faite par Jacques d'Amboise.
Il préconise la symphyséotomie (en) en 1597 pour donner priorité à l'enfant.
Pineau a été un des maîtres de Gaspard Bauhin.

## Publications
- (la) De gravitate et partu naturali in quo ossa pubis distrahitio demonstratur, Paris, 1597[5]
- (de) Jungfrawen Prob Darinen gründlichen und eigentlich gelehret wird : Was der rechte/ wahre Unterscheid einer reinen unbefleckten Jungfrawen/ unnd jeglicher anderer Weibeßperson/ so von Mansbild wircklich erkand/ in welchen/ und wie viel Stücken die wahre Jungfrawschafft unnd Jungfräwliches Schloß/ bestehe [… ; Beneben einer sonderbaren Frag/ Ob nemlich eine Jungfrawe ihre Jungfrawschafft ohne Zuthun eines Manns verliehren möge ?], traduit du français, Frankenthal (?), Eberbach, 1608 (OCLC 935037789)[6]
- Discours touchant l'invention et vraie instruction pour l'opération et extraction du calcul de la vessie, à toutes sortes de personnes, Paris, E. Martin, 1610 (OCLC 457805820)
- (la) De virginitatis notis, graviditate et partu, Amsterdam, 1663[7]
- (la) Opusculum physiologicum et anatomicum in duos libros distinctum ; De integritatis et corruptionis virginum notis ; De graviditate et partu naturali mulierum in quo ossa pubis et illium distrahi, dilucide tractatur
- (la) De integritatis et corruptionis virginum notis ; graviditate item et partu naturali mulierum, opuscula, Francfort, Wohlfart, 1690 (OCLC 19575386)

## Hommage
- Une rue et une impasse de Chartres, en Eure-et-Loir, portent son nom depuis 1970[8].